# Marie Pampoen
Marie Pampoen – osada (buurt)  w dzielnicy Steenrijk miasta Willemstad, w dystrykcie Willemstad, w kraju autonomicznym Curaçao, należącym do Holandii, w Ameryce Południowej. 20 października 2023 r. liczyła 1361 mieszkańców.